# MAN-1
Il "missile nazionale anti-nave" (in portoghese "Míssil Antinavio Nacional", MANSUP), anche chiamato AV-RE40 e precedentemente noto come MAN-1, è un progetto da 75 milioni di dollari per la costruzione di un missile antinave per la marina militare brasiliana, tuttora in fase di sviluppo. Il progetto si propone di raggiungere prestazioni simili all'Exocet MM40 Block III prodotto da MBDA, e si prevede di effettuare prove sul campo nel 2017 per poter iniziare la produzione attorno al 2018, o all'inizio del 2019.

## Sviluppo
Il 13 aprile 2011, la marina brasiliana ha annunciato la sua intenzione di mettere in campo un missile antinave progettato a livello nazionale nella categoria del Exocet MM.40, RGM-84 Harpoon, e SS-N-25 "Switchblade".
Il 5 dicembre 2011, i contraenti principali sono stati scelti, Mectron per la cellula e responsabile del progetto complessivo, Omnisys per la componentistica radar, e Avibras per il motore a razzo durante la mostra l'America Latina Aero e la difesa (LAAD) a Rio de Janeiro.
L'MAN-1 (missile antinave 1 in portoghese) è attualmente in fase di sviluppo, a partire da luglio 2012. I criteri stabiliti dalla marina brasiliana è che deve essere compatibile con l'attuale architettura MM.40 Exocet (base di avvio, console di controllo, cavi, ecc) e di essere completamente "fire and forget". L'autonomia stimata è 38 miglia navali.
Nel 2012, la marina brasiliana ha con successo effettuato un test di lancio con un "razzo-prototipo", è stato pesantemente modificato un MM.40 Exocet che incorporava alcune versioni di sviluppo di alcuni dei sistemi del MAN-1. La tempistica attuale richiede per la maggior parte di tempo della progettazione e dello sviluppo che dovvranno essere completati nel 2014, un prototipo di pre-produzione deve essere pronto nel 2016, ed il servizio di sostituzione totale del parco di tutti gli altri missili anti-nave dovrà avvenire tra 2018-2021. A partire dal periodo 2015-2016, è stato approvato lo sviluppo di una variante aria ed, eventualmente, una variante con base di lancio dal sottomarino oltre alla variante nave.

## Specifiche
- Gittata: circa 180 km
- Guida: Active radar homing (ARH)